# たのきん全力投球!
『たのきん全力投球!』（たのきんぜんりょくとうきゅう）は、1980年10月9日から1983年3月27日までTBS系列局で放送されていたTBS製作のバラエティ番組である。

## 概要
たのきんトリオのメンバーが、共演者たちとともにコント・歌・クイズ・ドラマなどの企画を行う模様を放送。実施した企画の例として、先端に針を取り付けた汽車のおもちゃが線路を一周する間にモノを組み立て、間に合わなければ汽車が大きな風船を割るゲームがあった。番組には、毎回たのきんと同世代の女性アイドルたちがゲスト出演していた。松田聖子はほぼ全てのコントに出演し、コメディエンヌとしての才能を発揮していた。放送2年目となる1981年10月8日放送回以降からはナムコ（現：バンダイナムコアミューズメント）が開発した当番組のマスコットロボット「サンダユウ」も加わった。
当初は木曜ゴールデンタイムに放送の30分番組で、スタジオでの収録を行っていたが、放送開始から1年半後に日曜12:00枠へ移動。その際に放送枠を1時間に拡大し、同時にホール会場での公開番組へとリニューアルしたが、番組はそれから1年で終了した。木曜ゴールデンタイムの時代には東急百貨店の一社提供（TBSのみ）で放送された。

## 放送時間
いずれも日本標準時。
- 木曜 19:00 - 19:30 （1980年10月9日 - 1982年3月25日） - 毎日放送では土曜 7:00 - 7:30 に、中部日本放送では土曜 15:00 - 15:30 に放送。2局ともに番組スタートからかなり遅れてネットを開始したが、これは当時TBSの木曜19時台がローカル編成可能枠であったことに起因する。系列外局では、富山テレビ（フジテレビ系列）で土曜 14:30 - 15:00にて放送されていた[2]。またテレビ愛媛と秋田テレビ（テレビ愛媛を発局としたマイクロネット）でもフジテレビ系のローカル編成可能枠だった金曜19:00 - 19:30にて放送されていた。
- 日曜 12:00 - 13:00 （1982年4月4日 - 1983年3月27日）

## 出演者

### レギュラー
- 田原俊彦（たのきんトリオ）
- 近藤真彦（たのきんトリオ）
- 野村義男（たのきんトリオ）
- 松本伊代 - 本番組のドラマコーナーでデビューを果たした。
- 松田聖子
- 河合奈保子
- 柏原芳恵（旧・柏原よしえ）
- 堀ちえみ
- 日髙のり子
- 川田あつ子
- 浜田朱里
- 大橋恵里子
- 岩崎良美
- 出光元
- 山本耕一
- 小林千登勢
- 川津祐介
- 轟二郎
- 三波伸介

### ドラマコーナーナレーター
- 前期：宮内鎮雄（当時TBSアナウンサー）
- 後期：佐々木功

## スタッフ
- 作：玉井冽、沢口義明／居作中一、笹山忠
- 音楽：宮川泰
- 演奏：岡本章生とゲイスターズ、ベストアンサンブル
- コーラス：タイムリー
- 協力：ナムコ（1981年10月8日 - 最終回まで）
- 振付：西条満
- 擬斗：新みのる
- 技術：松本修昌
- 映像：池田治道
- カラー調整：安藤鉱平
- 音声：渡辺秀樹
- 照明：松村劦
- 美術デザイン：本山幸正
- 美術製作：和田一郎
- 演出：狩野敬、五十嵐衛
- プロデューサー：斎藤正人
- 制作：青柳脩
- 制作協力：ジャニーズ事務所
- 製作著作：TBS

## テーマ曲
「ミスターフライング」
作詞：玉井冽 / 作曲・編曲：宮川泰

## ドラマコーナー

### 木曜時代
- おやじはポリス（1980年10月9日 - 1981年3月26日）
- おやじは教師（1981年4月9日 - 9月24日）
- おやじ珈琲（1981年10月8日 - 1982年3月25日）

### 日曜時代
- かあさんの唄（1982年4月4日 - 1983年3月27日）

## エピソード
- 2005年10月2日に放送されたTBSの特別番組『中居正広のテレビ50年名番組だョ!全員集合笑った泣いた感動したあのシーンをもう一度夢の総決算スペシャル』内で本番組の映像が流された。同特番では、オープニングテーマソングを歌うたのきんトリオ3人の姿と、その回のゲスト出演者だった明石家さんまとのコントが披露された。
- 本番組の終了から20年後にTBSで放送された『ロンロバ!全力投球!』のタイトルはこの番組が由来である。実際に当番組内で本番組のオープニングとテーマソングの再現が行われた。